# Benoît-Joseph Labre
Pour les articles homonymes, voir saint Benoît et Labre.
Benoît-Joseph Labre, né le 26 mars 1748 à Amettes (Artois), qui appartenait au diocèse de Boulogne (France) et mort le 16 avril 1783 à Rome, est un pèlerin mendiant français qui parcourut les routes d'Europe. Surnommé le « Vagabond de Dieu », il est canonisé en 1881, et est liturgiquement commémoré le 16 avril.

## Biographie

### Enfance et jeunesse

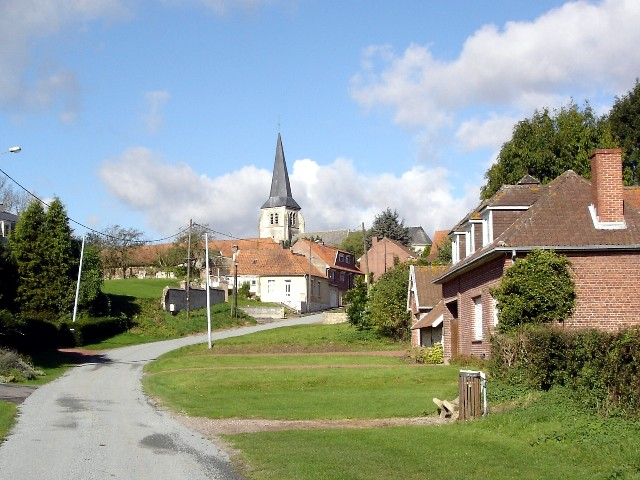
Amettes.

Aîné d'une famille de quinze enfants, Benoît-Joseph Labre est le fils de Jean-Baptiste Labre, cultivateur possédant quelques hectares de terre et d'Anne-Barbe Gransire, qui tient une mercerie. Il est baptisé le lendemain de sa naissance par son oncle et parrain, François-Joseph Labre, vicaire d'Ames et ensuite curé d'Érin. Il apprend à lire, écrire et compter à l'école d'Amettes, puis à celle de Nédon. L'enfant est discret, modeste et très tôt habité d'une vie de foi profonde. Aussi sa famille le destine au sacerdoce alors que, en tant qu'aîné de fratrie, il était destiné à reprendre la ferme de son père. Il est accueilli à l'âge de douze ans par son oncle, curé d'Érin, chez qui il reste six ans et demi. Celui-ci « veut continuer son éducation et lui inculquer les principes de la langue latine ». Benoît-Joseph fait alors sa première communion et reçoit la confirmation.
Vers l'âge de seize ans, un changement s'opère : il délaisse l'étude du latin pour se plonger dans les nombreux livres de piété de la bibliothèque de son oncle et, plus particulièrement, les sermons du père Le Jeune, dit l'Aveugle, prêtre oratorien. Il est marqué par sa spiritualité rigoriste et, pris de scrupules, n'ose plus recevoir la communion. C'est le moment où il annonce son intention d'entrer dans la vie monastique, à dix-huit ans, âge auquel il est profondément affecté par la mort de son oncle, qui avait contribué à soigner des paroissiens atteints du typhus et qui, après avoir lui-même contracté la maladie, y avait succombé.

### L'impossible entrée en religion

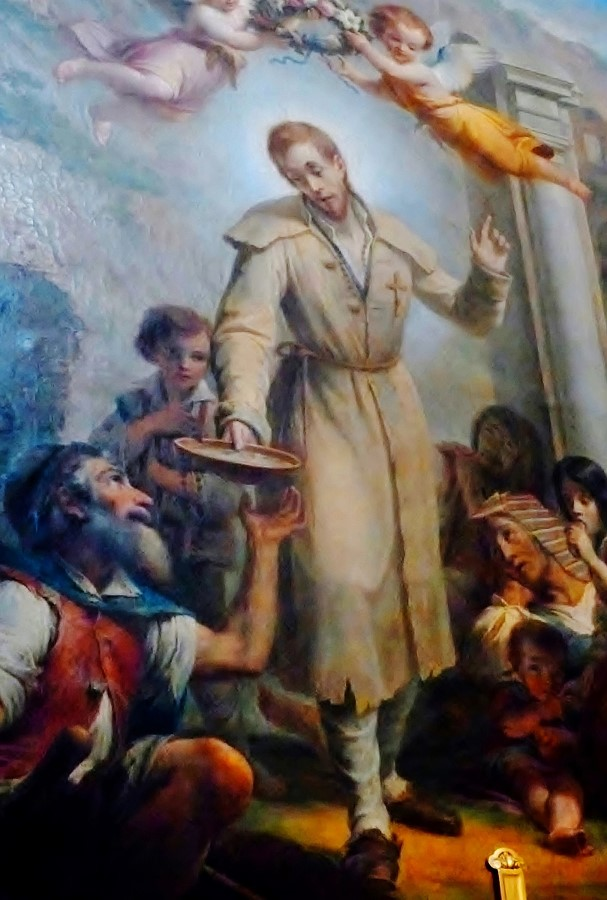
Benoît Joseph Labre parmi les pauvres au Colisée, anonyme (XIX), église Sainte-Marie-des-Monts, Rome).

Après un court séjour chez ses parents, il se rend chez son oncle maternel, vicaire à Conteville-en-Ternois, pour y être initié à la philosophie. Il se présente alors à la Chartreuse de Longuenesse, mais, trop jeune, il n'est pas accepté. Il tente alors sa chance à la chartreuse de Neuville-sous-Montreuil, mais on lui conseille d'apprendre d'abord le chant et la philosophie. Il y retourne le 6 octobre 1767, et en sort au bout de six semaines : le prieur estime qu'il est de santé fragile, souffre d'angoisses et est trop porté vers une excessive austérité.
De retour chez ses parents, il y reste jusqu'en 1768. Il a alors vingt ans. Jugé trop jeune, il est encore refusé par la trappe de Soligny d'où il se rend au village voisin pour se recueillir sur le tombeau de sainte Céronne .
Le 12 août 1769, il quitte définitivement le domicile paternel et retourne, sur recommandation de l'évêque de Boulogne, Mgr de Pressy, à la chartreuse de Neuville, mais en sort dès le mois d'octobre. Pour le prieur, il n'a pas vocation à être chartreux. Il l'annonce le 20 octobre à ses parents dans une lettre ; c'est une des deux lettres de Benoît qui ont été conservées. Elle témoigne de sa confiance : « Le bon Dieu m'assistera et me conduira dans l'entreprise qu'Il m'a Lui-même inspirée. » Il y souligne néanmoins : « J'aurai toujours la crainte de Dieu devant les yeux et son amour dans le cœur. »
Comme il l'a indiqué à ses parents, il prend l'habit religieux à l'abbaye de Sept-Fons le 11 novembre 1769 et prend le nom de frère Urbain. Il est à nouveau assailli de scrupules, n'ose plus communier ni recevoir l'absolution par défaut de contrition. Le registre du noviciat indique : « renvoyé à cause de ses peines d'esprit qui donnaient à craindre pour sa tête ».

### Vers Rome
Il se rend alors à Paray-le-Monial puis, à l'approche de Lyon, à Dardilly, Pierre Vianney, le grand-père de Jean-Marie Vianney, offre son hospitalité à ce vagabond.
Partout rejeté, Benoît-Joseph trouve finalement sa vocation religieuse dans une vie de mendiant et de pèlerin, allant de sanctuaire en sanctuaire. Ce que la mendicité lui rapporte va le plus souvent à d'autres pauvres, ce qui lui vaut une réputation de sainteté. Ainsi le voit-on chanter à tue-tête les Litanies de la Sainte Vierge près du soupirail d'une prison et donner aux prisonniers les pièces qu'on lui avait jetées par charité. Selon les témoignages oraux des personnes qui l'ont vu au cours de ses pérégrinations, il parcourt à pied près de 30 000 km dans toute l'Europe, de la France à l'Espagne, de la Suisse à l'Italie.

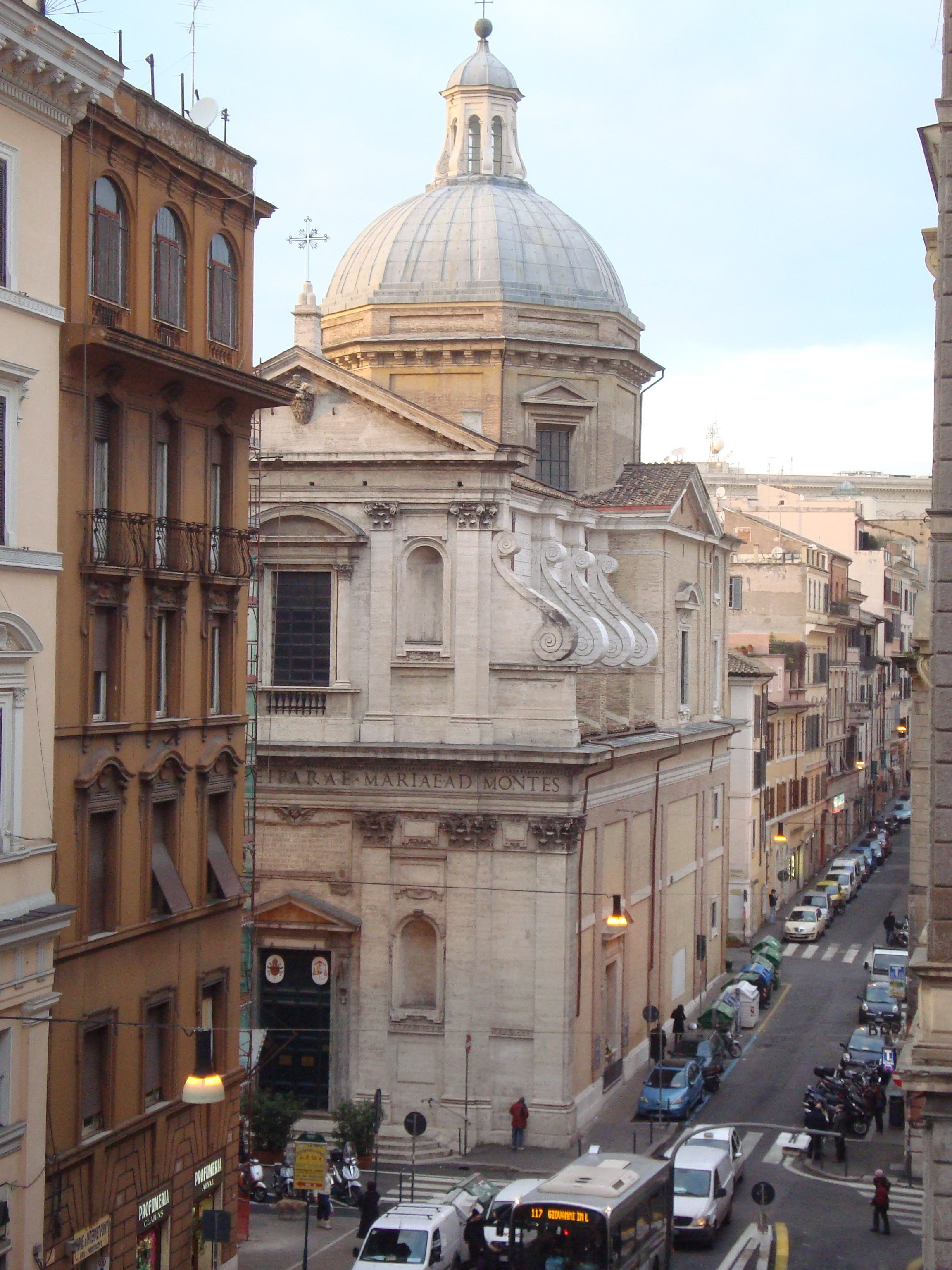
L'église Santa Maria ai Monti.

Toujours à pied, il entreprend un pèlerinage à Rome, où il arrive en décembre 1770, à Saint-Jacques-de-Compostelle (1773), de nouveau Rome en 1774, puis Lorette en 1777, se rendant à de nombreuses reprises à la Sainte Maison de Lorette, car il voue une dévotion à la Vierge Marie. Il se fixe à Rome l'année suivante. Il a vingt-neuf ans. Il devient membre du Tiers-Ordre franciscain après avoir reçu à Assise sur le tombeau de saint François le cordon du Troisième Ordre Franciscain (il devient cordigère) le 20 novembre 1770. Par esprit de mortification, il fait également vœu de ne pas se laver. Son absence d’hygiène et sa vermine sont devenues proverbiales et ont suscité nombre de sarcasmes en cette période de l'histoire dite de la Philosophie des Lumières.
En 1774, lors de son deuxième voyage à Rome, Benoît-Joseph est hébergé par une famille de paysans, les Bellon, au hameau éponyme situé dans la commune d'Artigues dans le département du Var. Avant de repartir, Labre enseigne au chef de famille un « secret » de reboutage pour remettre les membres en place. Durant près de deux siècles les Bellon passent pour être des rebouteux célèbres dans la région jusqu’au docteur Étienne Bellon dont une rue d'Aix-en-Provence porte le nom .
Son errance perpétuelle, genre de vie admiré au Moyen Âge, âge d'or des grands pèlerinages, ne l'est plus au XVIIIe siècle, époque des Lumières ; cela étonne, voire indispose, ses contemporains, et suscite la méfiance des pouvoirs locaux. Fréquentant chacun dans un esprit fraternel, il est parfois maltraité ou brocardé par ses compagnes et ses compagnons de route, par les enfants ou les gens de rencontre, mais, toujours vêtu d'un manteau de bure et d'un chapeau de feutre, avec pour seul bagage un bréviaire, un bourdon de pèlerin et une gourde en bandoulière, il préfère leur sourire plutôt que se défendre.
Animé d'une profonde vie de prière et de contemplation, on lui doit la Prière des Trois Cœurs (1771). Il souhaite « savoir aimer ceux qui se sont perdus et les aimer dans leur perdition même » (1776), ce qui ajoute à sa réputation de sainteté. Il est parmi les fidèles qui se confessent le plus profondément.

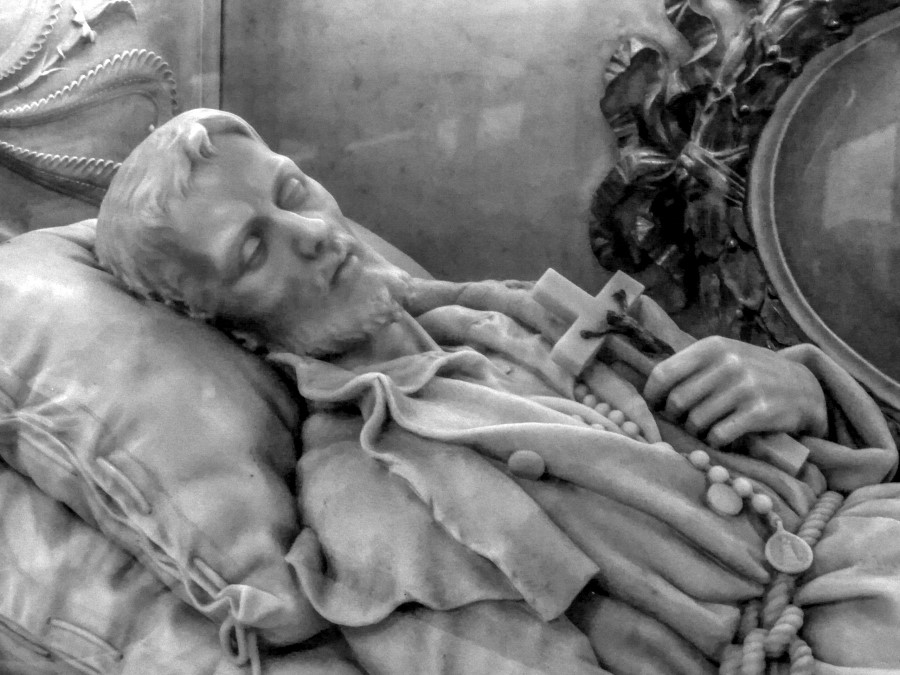
Gisant de saint Benoît Labre.

Selon certains dires, il vécut six ans dans les ruines du Colisée. Il semble également qu'il ait passé certaines de ses nuits à l'hospice évangélique de Saint-Martin-aux-Monts, avant de mourir à trente-cinq ans en odeur de sainteté, le 16 avril 1783, un mercredi saint, au domicile du boucher Zaccarelli, lequel l'avait trouvé évanoui sur les marches de l'église Sainte-Marie-des-Monts.
La nouvelle de son décès aurait été répandue dans Rome par les enfants aux cris de « È morto il santo ! » (« Il est mort le saint ! »). Son enterrement à l'église Sainte-Marie-des-Monts en pleine période de carême donna lieu à de telles manifestations de foi populaire que la garde corse du pape Pie VI dut intervenir.
Le corps de Benoît-Joseph Labre repose sous la pierre de l'autel de marbre dans le transept gauche de l'église. Le gisant recouvrant son tombeau a été réalisé en 1892 par le sculpteur Achille Albacini (en). L'épitaphe en latin « Hic Jacet Corpus S. B. J. Labre » signifie « ici repose le corps du saint B. J. Labre ».

## Portraits

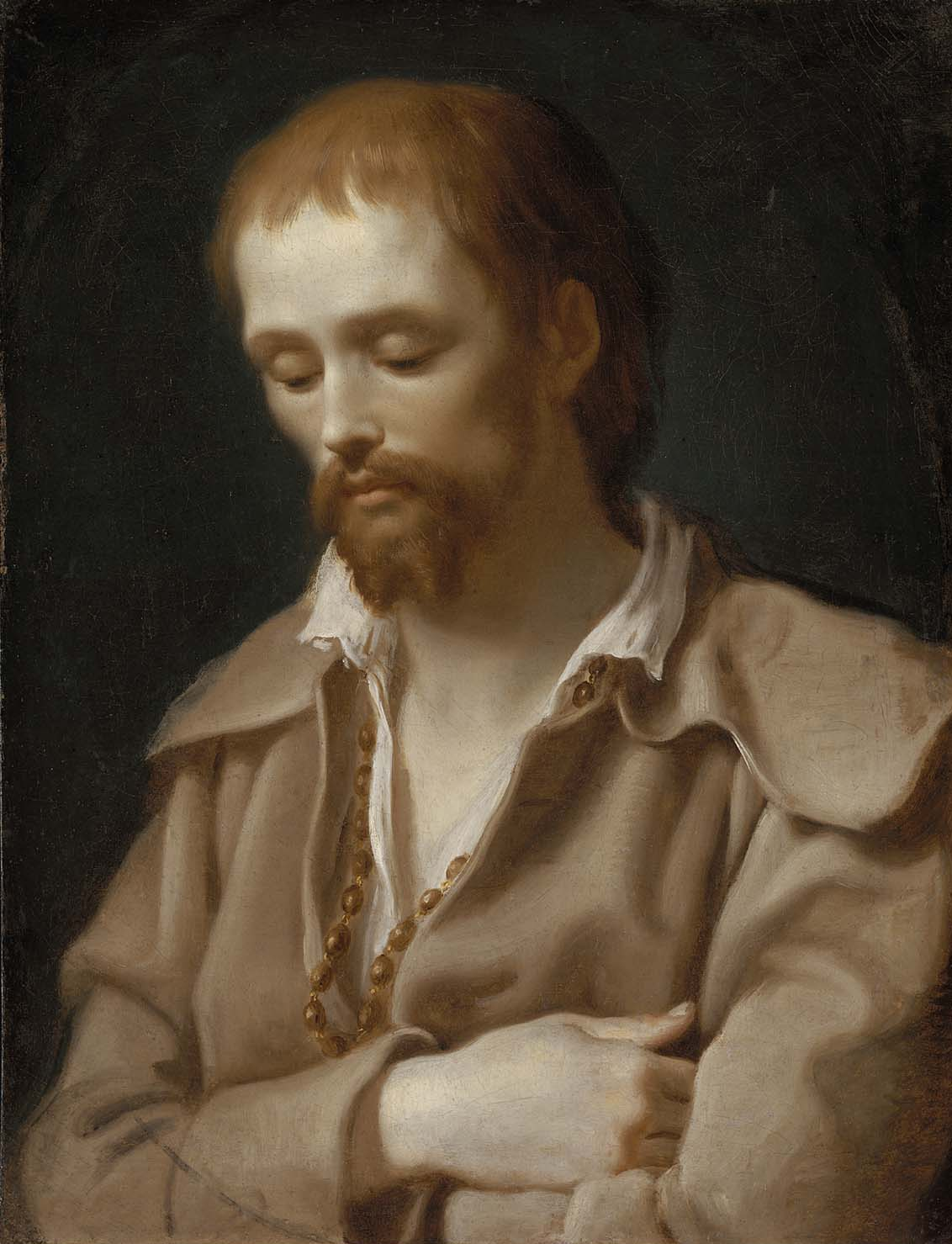
Benoît Joseph Labre, par Antonio Cavallucci, vers 1795, Museum of Fine Arts, Boston.

Deux artistes l'ont représenté de son vivant, la mode étant de prendre un modèle parmi les mendiants : le sculpteur et peintre lyonnais André Bley, pour une tête du Christ en 1777, qui servit de modèle pour les gravures, puis le peintre Antonio Cavallucci, qui l'aurait peint à son insu et dont le tableau est conservé à Rome. Cependant, Benoît-Joseph refusa d'être payé pour avoir posé.

## Vénération
Les miracles se multiplient sur son tombeau et, dès le mois de mai suivant, s'ouvre son procès en béatification. Son confesseur, l'abbé Marconi, publie sa biographie la même année, et les souvenirs de son passage en pays de langue germanique sont publiés par Stutter en 1789.
Les jansénistes mènent une campagne en faveur de sa canonisation immédiate, car il correspond à leur type de rigorisme spirituel et de sainteté, si bien qu'au moment de l'ouverture de son procès informatif, Benoît-Joseph Labre est soupçonné de jansénisme.
En ce siècle d'hygiénisme et d'anticléricalisme, certains hommes politiques comme le sénateur Claude Anthime Corbon crient au scandale, considérant que l'Église se fourvoie en béatifiant ce « mort en état de... crasse », ce « saint clochard ». Le catholique ultramontain Louis Veuillot leur répond de manière virulente, opposant « vermine du corps » et « corruption de l'esprit ».

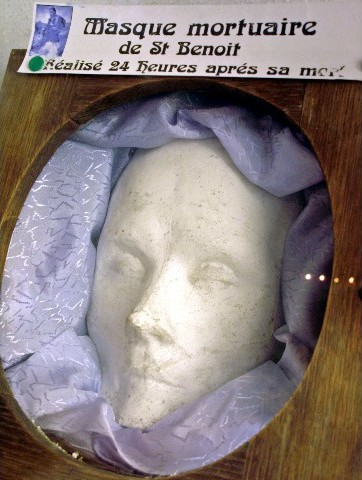
Masque mortuaire du saint, dans l'église d'Amettes.

Son procès en canonisation se poursuit sous l'impulsion de l'évêque du diocèse d'Arras, Mgr Pierre-Louis Parisis.
Béatifié le 20 mai 1860 par le pape Pie IX devant 40 000 personnes, Benoît-Joseph Labre sera canonisé le 8 décembre 1881 en la fête de l'Immaculée Conception par le pape Léon XIII. Il est liturgiquement commémoré le 16 avril, jour de sa « naissance au Ciel ».
Son procès en canonisation se traduit par l'écriture de nombreuses biographies hagiographiques, basées plus sur des sources de tradition orale que sur la positio super dubio (positio sur les vertus héroïques (en)), et aussi par la promotion de nouvelles reliques, dans le contexte ultramontain du XIXe siècle.
Il est le saint patron protecteur des modèles, des célibataires, des mendiants, des sans domicile fixe, des pèlerins, des itinérants et des personnes inadaptées.
Il est le saint patron de la paroisse d’Amqui et de la municipalité Saint-Benoît-Labre au Québec (Canada), de la commune de Marçay en France.

### Reliques
Ses reliques reposent en partie dans sa commune de naissance, Amettes, dans le Nord de la France, en partie dans la basilique de Marçay qui lui est dédiée, et où il fait l’objet d’un pèlerinage. Le reliquaire, jadis dans l’église Saint-Médard de Marçay, a été transféré en 2017 dans la cathédrale d'Arras.
Un autel lui est dédié dans la cathédrale de Boulogne-sur-Mer ; des reliques sont exposées dans la chapelle du Saint-Sacrement de cette même cathédrale.
À Lalbenque, dans le département du Lot, un pèlerinage à Saint-Benoit-Labre existe depuis le XIXe siècle en la paroisse Saint-Hilaire. Des reliques du saint y sont exposées.

### Statues

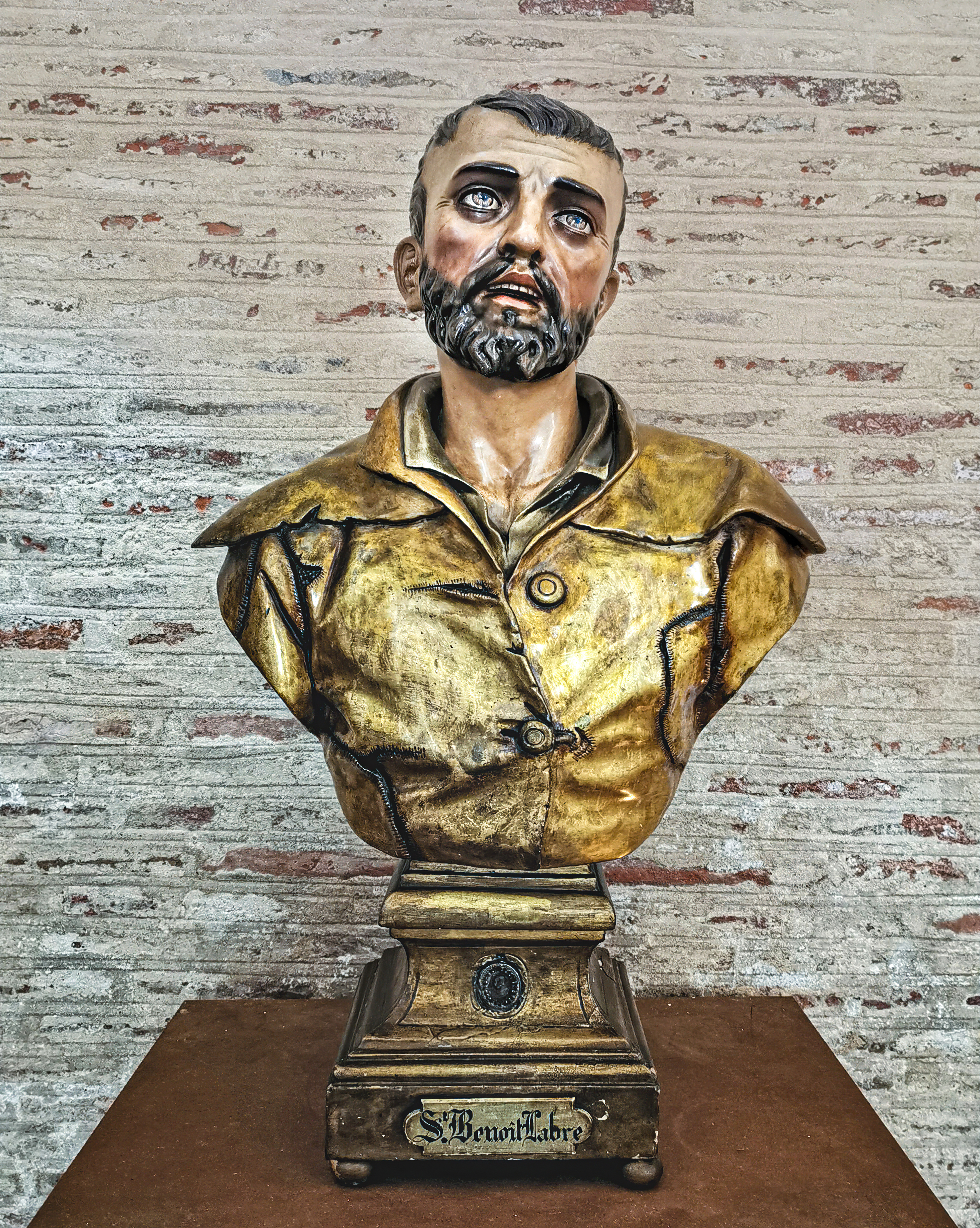
Buste-reliquaire de saint Benoît Labre dans la basilique Saint-Sernin à Toulouse.
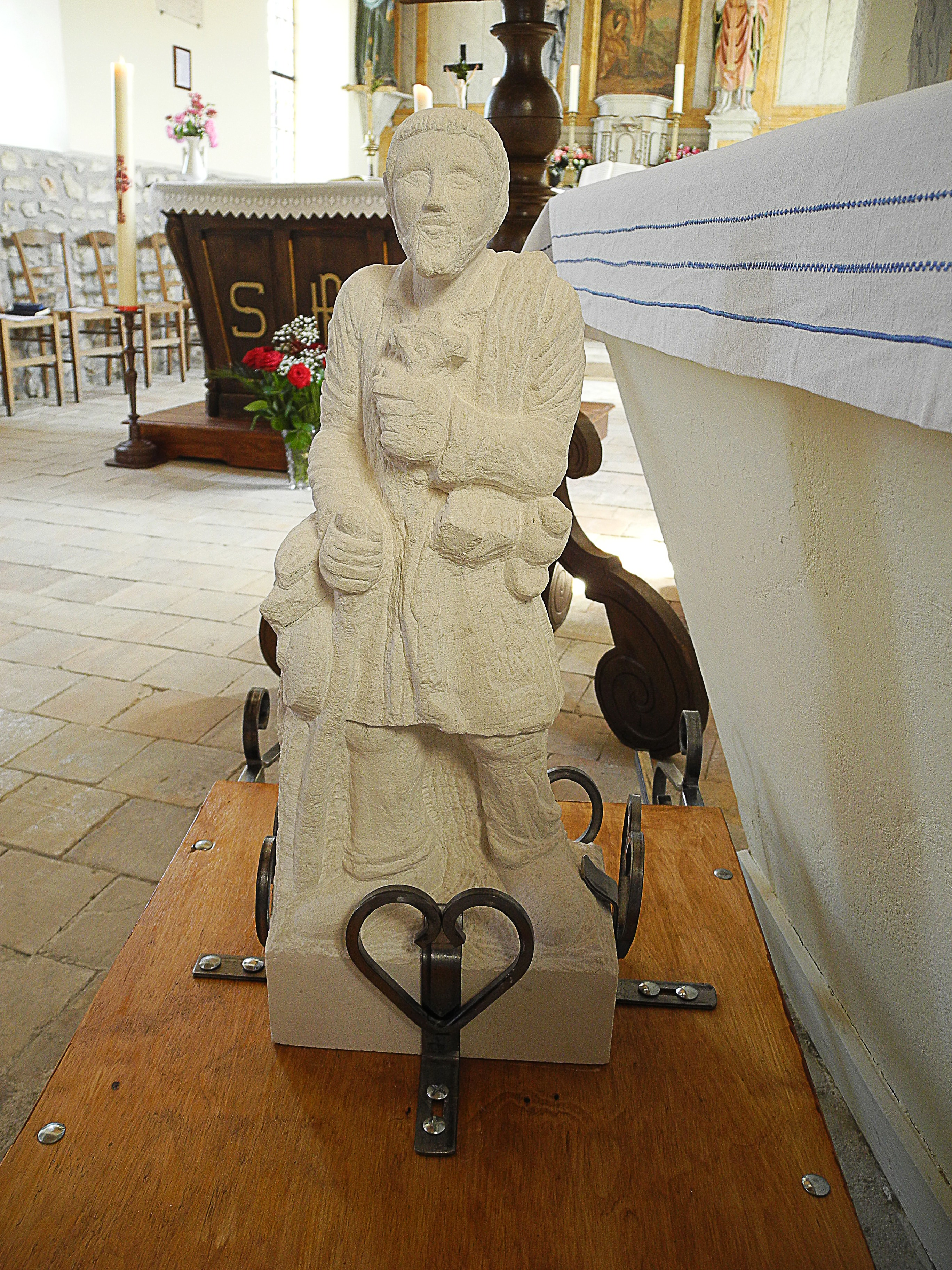
Statue de saint Benoît Labre (copie de celle de Lourdes) dans l'église de Chaignes.
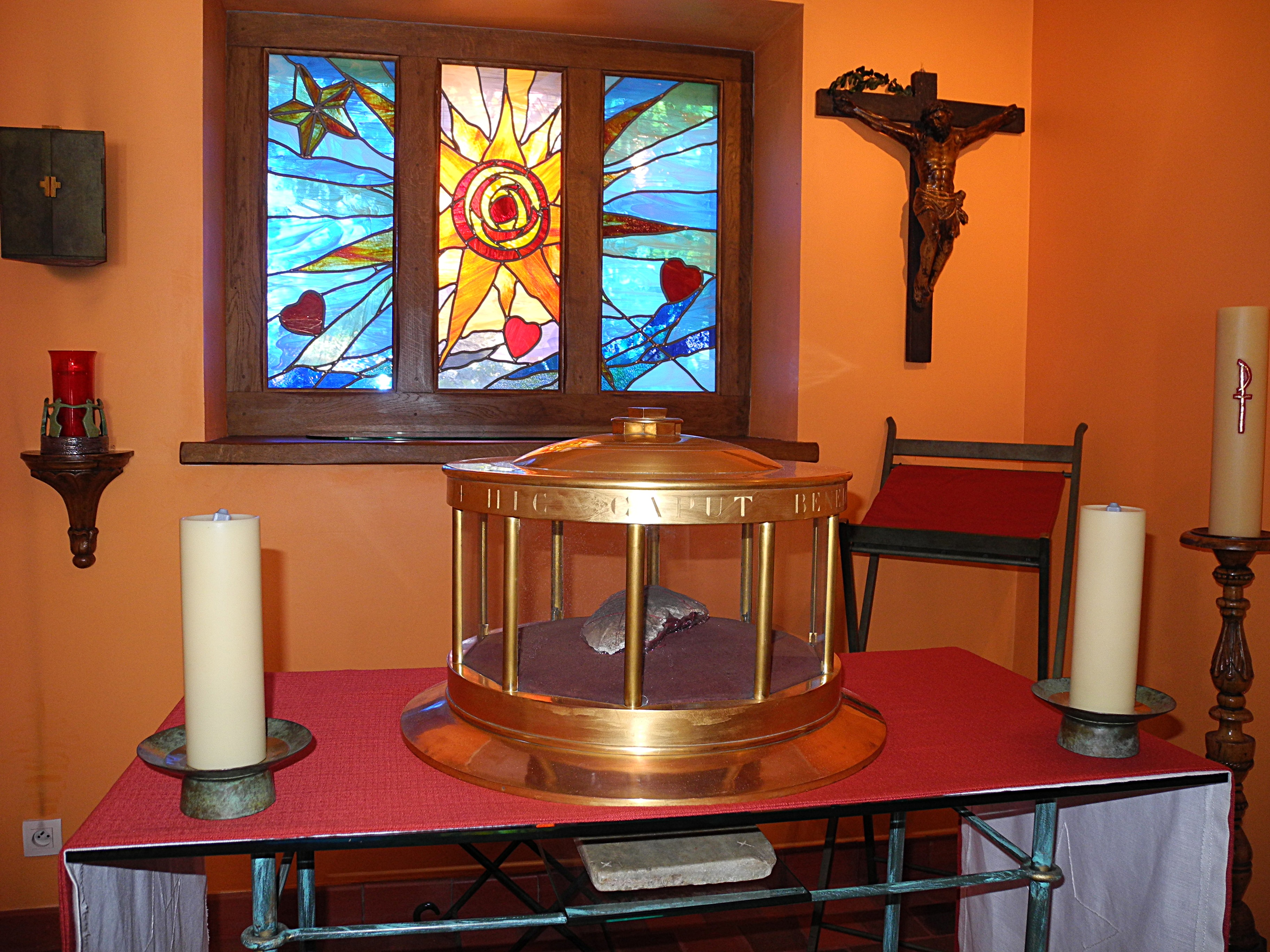
Reliques de saint Benoît Labre dans la chapelle du prieuré Stella Maris à Chaignes.
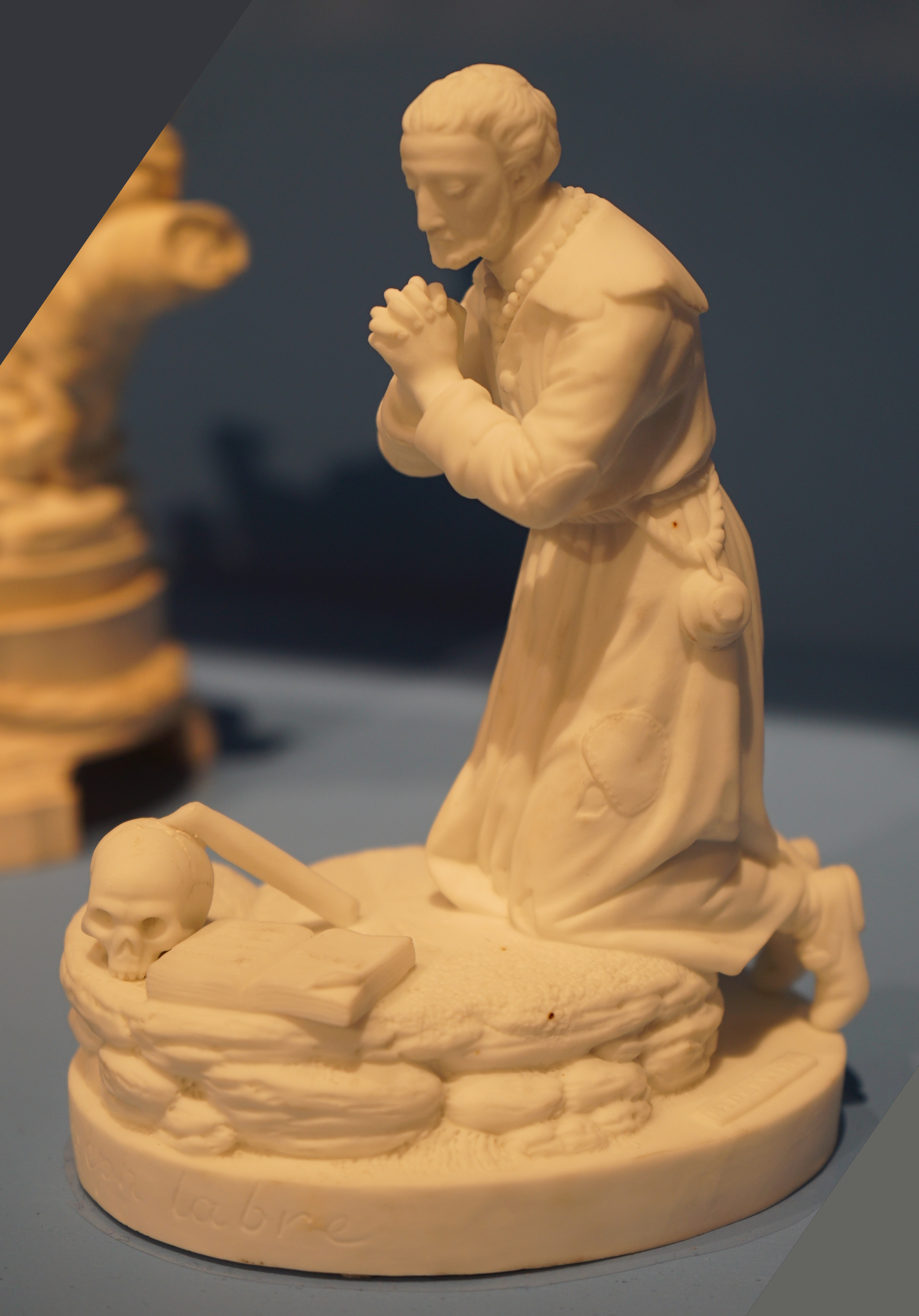
En faïence de Niderviller.

## Postérité
Le jour même de sa canonisation, Paul Verlaine dont la mère habite près d'Amettes et qui disait que le saint était la seule gloire française du XVIIIe siècle (Labre a joué un grand rôle dans la propre conversion de Verlaine), aurait composé un sonnet en son hommage et publié dans La Revue critique le 13 janvier 1884 mais il s'agit vraisemblablement du poème de Germain Nouveau intitulé Humilité qui figure dans son recueil La Doctrine de l'Amour.
À l'époque de sa canonisation, Labre a inspiré au chansonnier Maurice Mac-Nab une chanson satirique montmartroise qui se moque du vœu fait par le saint de ne pas se laver : Complainte du bon saint Labre. En outre, la canonisation déclenche un immense éclat de rire de la Libre-pensée qui, par sa presse, évoque le « pou canonisé », l'« illustre crasseux », le « vénérable salaud », l'« honorable saligaud », « la boule de crasse, table d'hôte à poux, garde-manger des punaises, miasme volontaire, fumier odorant »[réf. incomplète]…
Toile de Henri Marret commémorant le bicentenaire de saint Benoît Labre en la cathédrale Notre-Dame-et-Saint-Vaast d'Arras (1949).
Sa vie et son errance ont fait l'objet du livre de Guillaume Marie Je vais entrer dans un pays.